# كينيدي ستيوارت
كينيدي ستيوارت هو سياسي كندي، ولد في 8 نوفمبر 1966 في هاليفاكس في كندا. حزبياً، نشط في الحزب الديمقراطي الجديد ومستقل. وقد انتخب عمدة فانكوفر (5 نوفمبر 2018 – ) وانتخب عضو مجلس العموم الكندي عن دائرة Burnaby South ‏ وقد انضم خلال فترته النيابية ‏ (2 مايو 2011 – 14 سبتمبر 2018)  للكتلة البرلمانية الحزب الديمقراطي الجديد.

## وصلات خارجية
- الموقع الرسمي